# Mount Park
Mount Park ist ein Berg im ostantarktischen Enderbyland. Er ragt 5 km westlich des Mount Tomlinson im nordöstlichen Teil der Scott Mountains auf.
Kartiert wurde der Berg anhand von Luftaufnahmen, die 1956 im Rahmen der Australian National Antarctic Research Expeditions entstanden. Das Antarctic Names Committee of Australia (ANCA) benannte ihn nach Able Seaman John Alexander Park (1905–unbekannt), Besatzungsmitglied der RRS Discovery bei der British Australian and New Zealand Antarctic Research Expedition (1929–1931).